# 根郷川 (徳島県)
根郷川（ねごうがわ）は、徳島県佐那河内村を流れる吉野川水系の河川。

## 地理
佐那河内村の北西部、高森山の水源から東流し、園瀬川上流の左岸に合流する。川の名前は流域の地名から取られている。
流域には根郷農村公園、根郷の古墳（安喜古墳）、天理教根郷分教会などがある。

## 流域の主な施設
- 根郷農村公園
- 根郷の古墳（安喜古墳）
- 天理教根郷分教会